# Oscilador paramétrico óptico

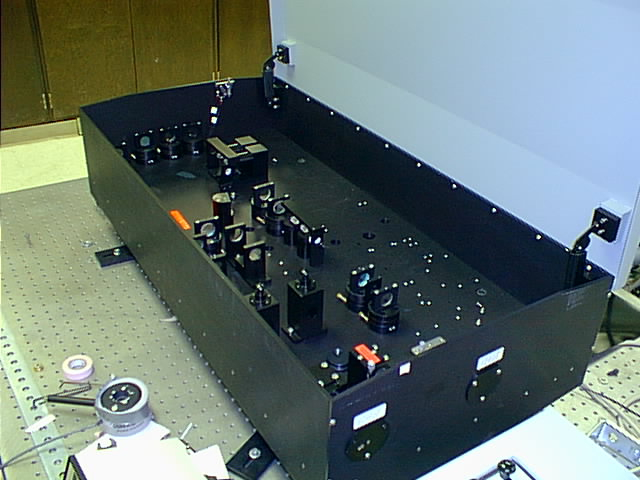
Oscilador paramétrico óptico de infrarrojos

Un oscilador paramétrico óptico (OPO) es un oscilador paramétrico que oscila a frecuencias ópticas. Convierte una onda láser de entrada (llamada "bomba") con frecuencia {\displaystyle \omega _{p}} en dos ondas de salida de menor frecuencia ({\displaystyle \omega _{s},\omega _{i}}) mediante interacción óptica no lineal de segundo orden. La suma de las frecuencias de las ondas de salida es igual a la frecuencia de la onda de entrada: {\displaystyle \omega _{s}+\omega _{i}=\omega _{p}}. Por razones históricas, las dos ondas de salida se denominan "señal" y "ociosa", donde la onda de salida con mayor frecuencia es la "señal". Un caso especial es el OPO degenerado, cuando la frecuencia de salida es la mitad de la frecuencia de la bomba,{\displaystyle \omega _{s}=\omega _{i}=\omega _{p}/2}, lo que puede dar lugar a la generación de medio armónicos cuando la señal y el ocioso tienen la misma polarización.
El primer oscilador paramétrico óptico fue demostrado por Joseph A. Giordmaine y Robert C. Miller en 1965, cinco años después de la invención del láser, en los Laboratorios Bell. Los osciladores paramétricos ópticos se utilizan como fuentes de luz coherente para diversos fines científicos, y para generar luz comprimida para la investigación de la mecánica cuántica. En 1965 también se publicó un informe soviético.

## Descripción general
El OPO consiste esencialmente en un resonador óptico y un cristal óptico no lineal. El resonador óptico sirve para hacer resonar al menos una de las ondas de señal y de señal parásita. En el cristal óptico no lineal, las ondas de bombeo, señal y ociosa se solapan. La interacción entre estas tres ondas da lugar a una ganancia de amplitud de las ondas de señal y de reposo (amplificación paramétrica) y a la correspondiente desamplificación de la onda de bombeo. La ganancia permite que la(s) onda(s) resonante(s) (de señal, de reposo o ambas) oscile(n) en el resonador, compensando la(s) pérdida(s) que experimenta(n) la(s) onda(s) resonante(s) en cada viaje de ida y vuelta. Esta pérdida incluye la pérdida debida al desacoplamiento por uno de los espejos del resonador, que proporciona la onda de salida deseada. Dado que la pérdida (relativa) es independiente de la potencia de la bomba, pero la ganancia depende de la potencia de la bomba, a baja potencia de la bomba no hay ganancia suficiente para soportar la oscilación. La oscilación sólo se produce cuando la potencia de la bomba supera un umbral. Por encima del umbral, la ganancia depende también de la amplitud de la onda resonante. Así, en funcionamiento estacionario, la amplitud de la onda resonante viene determinada por la condición de que esta ganancia sea igual a la pérdida (constante). La amplitud circulante aumenta al aumentar la potencia de la bomba, y lo mismo ocurre con la potencia de salida.
La eficiencia de conversión fotónica, es decir, el número de fotones de salida por unidad de tiempo en la señal de salida o en la onda de reposo en relación con el número de fotones de bombeo que inciden por unidad de tiempo en el OPO, puede ser alta, del orden de decenas por ciento. La potencia de bombeo umbral típica oscila entre decenas de milivatios y varios vatios, dependiendo de las pérdidas del resonador, las frecuencias de la luz que interactúa, la intensidad en el material no lineal y su no linealidad. Puede alcanzarse una potencia de salida de varios vatios. Existen OPO de onda continua y pulsada. Estos últimos son más fáciles de construir, ya que la alta intensidad dura sólo una pequeña fracción de segundo, lo que daña menos el material óptico no lineal y los espejos que una alta intensidad continua.
En el oscilador paramétrico óptico, las ondas ociosa y de señal iniciales se toman de las ondas de fondo, que siempre están presentes. Si la onda ociosa se genera desde el exterior junto con el haz de bombeo, el proceso se denomina generación de frecuencias diferenciales (DFG). Se trata de un proceso más eficaz que la oscilación paramétrica óptica y, en principio, puede realizarse sin umbral.
Para cambiar las frecuencias de las ondas de salida, se puede cambiar la frecuencia de la bomba o las propiedades de adaptación de fase del cristal óptico no lineal. Esto último se consigue cambiando su temperatura, su orientación o su periodo de adaptación (véase más adelante). Para el ajuste fino también se puede cambiar la longitud del camino óptico del resonador. Además, el resonador puede contener elementos para suprimir los saltos de modo de la onda resonante. Esto suele requerir el control activo de algún elemento del sistema OPO.
Si el cristal óptico no lineal no puede ajustarse en fase, puede emplearse el cuasi-ajuste de fase (QPM). Esto se consigue modificando periódicamente las propiedades ópticas no lineales del cristal, principalmente mediante la polarización periódica. Con un rango adecuado de periodos, se pueden generar longitudes de onda de salida de 700 nm a 5000 nm en niobato de litio periódicamente polado (PPLN). Las fuentes de bombeo habituales son los láseres de neodimio a 1064 nm o 532 nm.
Una característica importante del OPO es la coherencia y la anchura espectral de la radiación generada. Cuando la potencia de la bomba está muy por encima del umbral, las dos ondas de salida son, en una muy buena aproximación, estados coherentes (ondas similares a las del láser). El ancho de línea de la onda resonada es muy estrecho (tan bajo como varios kHz). La onda generada no resonada también presenta un ancho de línea estrecho si se emplea una onda de bombeo de ancho de línea estrecho. Los OPO con ancho de línea estrecho se utilizan mucho en espectroscopia.

## Propiedades cuánticas de los haces de luz generados

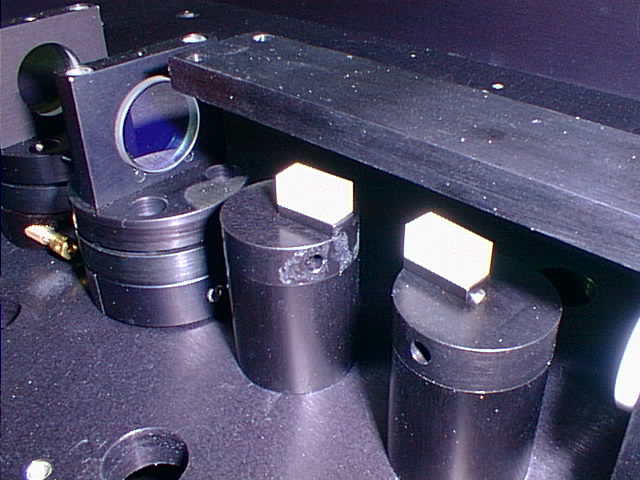
Cristales de Titanil fosfato de potasio (KTP) en un OPO

El OPO es el sistema físico más utilizado para generar estados coherentes comprimidos y estados entrelazados de luz en el régimen de variables continuas. Muchas demostraciones de protocolos de información cuántica para variables continuas se realizaron utilizando OPOs.
El proceso de conversión descendente ocurre realmente en el régimen de fotón único: cada fotón de bombeo que se aniquila dentro de la cavidad da lugar a un par de fotones en los modos intracavitarios de señal y ocioso. Esto conduce a una correlación cuántica entre las intensidades de los campos de señal y ocioso, de modo que se produce un estrangulamiento en la sustracción de intensidades, lo que motivó el nombre de "haces gemelos" para los campos convertidos hacia abajo. El mayor nivel de squeezing alcanzado hasta la fecha es de 12,7 dB.
Resulta que las fases de los haces gemelos también están correlacionadas cuánticamente, lo que da lugar al entrelazamiento, predicho teóricamente en 1988. Por debajo del umbral, el entrelazamiento se midió por primera vez en 1992, y en 2005 por encima del umbral.
Por encima del umbral, el agotamiento del haz de la bomba lo hace sensible a los fenómenos cuánticos que ocurren en el interior del cristal. La primera medición de la compresión en el campo de la bomba tras la interacción paramétrica se realizó en 1997. Recientemente se ha predicho que los tres campos (bomba, señal y ocioso) deben estar entrelazados, predicción que fue demostrada experimentalmente por el mismo grupo.
No sólo la intensidad y la fase de los haces gemelos comparten correlaciones cuánticas, sino también sus modos espaciales. Esta característica podría utilizarse para mejorar la relación señal/ruido en los sistemas de imagen y, por tanto, superar el límite cuántico estándar (o el límite de ruido de disparo) para la obtención de imágenes.

## Aplicaciones
El OPO se emplea actualmente como fuente de luz comprimida sintonizada con transiciones atómicas, para estudiar cómo interactúan los átomos con la luz comprimida.
También se ha demostrado recientemente que un OPO degenerado puede utilizarse como generador de números aleatorios cuánticos totalmente óptico que no requiere postprocesamiento.